# Hellmuth Swietelsky
Hellmuth Swietelsky (Traiskirchen, 23 maart 1905 - Zell am See, 23 februari 1995) was een Oostenrijks ondernemer en bouwkundig ingenieur.
Swietelsky is de oprichter van een van de grootste particuliere bouwbedrijven in Oostenrijk. Op 15 maart 1933 trad hij toe tot de NSDAP (ledennummer 1.456.963). Hij richtte in 1936 het bedrijf Swietelsky op in Gmunden in Opper-Oostenrijk, maar verhuisde snel naar Linz. Tijdens het bewind van het nationaalsocialisme profiteerde zijn bedrijf van de "arisering" en de dwangarbeid van de nazi's.
Hellmuth Swietelsky bouwt een reparatiewerkplaats en woonruimte voor de arbeiders op een terrein in St. Martin bij Linz. De moeilijke naoorlogse jaren worden overwonnen. De wederopbouw komt in een stroomversnelling. Door de invoering van een bonussysteem bevordert Swietelsky de onafhankelijkheid en persoonlijke verantwoordelijkheid van haar medewerkers en legt daarmee de basis voor de gedecentraliseerde bedrijfsstructuur. De bouwonderneming Swietelsky was ook actief in de publieke sector, zo werd hij erevoorzitter van de Oostenrijkse Wegenbouwvereniging. Hij was een van de oprichters van de Österreichischer Automobil-, Motorrad- und Touring Club (ÖAMTC).
In 1978 werd Swietelsky eresenator van de Technische Universiteit Wenen.